# 張維中
張維中（1976年9月25日—），台灣作家，台北人，2008年赴日本東京旅居，於日本早稻田大学別科進修日語後，進入Tokyo Design Academy專攻雜誌平面設計。
張維中寫小說也寫散文；並曾參與東風衛視連續劇之劇本創作，為該劇創作主題曲8詞。

## 生平
19歲開始獲得全台灣各大文學獎之小說與散文獎項，20歲出版個人第一本長篇小說《岸上的心》。《岸上的心》曾於中國時報副刊和馬來西亞星洲日報副刊連載，初版由皇冠出版社發行，收錄於張曼娟主編之「愛情石小說」書系，之後再版重新改寫並由麥田出版社發行。1999年在當時的麥田出版社社長陳雨航邀約下，於麥田發行第一本短篇小說集《501，紅標男孩》。

## 學歷
- 文化大學英國語文學碩士，碩士論文為研究華美文學作家譚恩美（Amy Tan）小說裡的敘說故事（Storytelling）和母女關係中的私密對話（Private Talk）。
- 東吳大學英文系，就學期間曾參與該校文藝研究社。
- 新北市私立辭修高級中學

## 經歷
- 出版企劃編輯、報刊雜誌採訪
- 東吳大學中文系兼職教學，講授現代小說、散文、比較文學等文學課程。

## 作品

### 長篇小説
- 岸上的心（1997年）
- 三明治俱樂部（2003年）
- 九層之家（2004年）
- 大好時光：三明治俱樂部2（2005年）
- 無影者（2012年）
- 戀愛成就（2015年）
- 餐桌的臉（2017年）
- 不在一起不行嗎（2021年）
- 划船去摘星（2024年）

### 短編小説集
- 501，紅標男孩（1999年）
- 帶著水母去流浪（2000年）
- 戀戀真夏（2002年）
- 讓飛魚去憂傷（2005年）
- 天地無用（2007年）
- 代替說再見（2019年）：張維中小說完全保存版（新作加精選）

### 散文集
- 流光旅途（2000年）※初版書名「Sayonara Bus」
- 不是太堅強（2006年）
- 東京開學：出發吧！30代的新生活（2009年）
- 東京上手辭典（2010年）
- 夢中見（2013年）
- 東京模樣（2016年）
- 東京直送（2020年）
- 東京男子部屋（2023年）

### 生活風格・旅記
- 台北國際航線（2002年）
- 飛導遊：六年級生與台北城的時空對話（2003年）
- 東京等等我（2010年）
- 半日東京（2012年）
- 日本・一日遠方（2013年）
- 東京，半日慢行（2015年）※「半日東京」更新版
- 日本・愛的魔幻旅行（2015年）
- 日本・三日秘境（2017年）※「愛的魔幻旅行」更新版
- 東京小路亂撞（2018年）
- 日本小鎮時光(2019年)
- 日本，一日遠方：發現隱藏版的日本！36個一定要走的經典輕旅行（暢銷增訂版）（2020年）
- 東京半日慢行 (暢銷新增版)： 一日不足夠，半日也幸福，走進脫胎換骨的東京！（2022年）
- 日本小鎮時光：從尾道出發，繞行日本最愛的山城、海濱、小鎮（暢銷增訂版）（2023年）
- 日本，旅人的形狀 ：從長野出發，東北下車，33種日本在地人的自遊之道（2024年）

### 少兒讀物
- 看我七十二變（張曼娟奇幻學堂系列）（2006年）
- 野蠻遊戲（張曼娟成語學堂系列1）（2008年）
- 完美特務（張曼娟成語學堂系列2） （2009年）
- 讓我們看雲去（張曼娟唐詩學堂系列）（2010年）
- 麒麟湯（張曼娟文學繪本系列）（2018年）[1]

## 得獎
曾獲得教育部文藝創作小說獎，全國學生文學獎小說獎，中央日報文學獎小說、散文獎，華航、長榮旅行文學獎。2019年憑《麒麟湯》一書拿下台灣出版界最高榮譽「金鼎獎」。